# 高德·山姆高德
高德·山姆高德（英語：God Shammgod，1976年4月29日—），生于纽约市，前美国职业篮球运动员，现效力于美国国际篮球联赛的達拉斯小牛，任职球员发展教练，球员时期以擅長反手体前变向(Shammgod move)的花式運球过人技术而成名。

## 高中时期
山姆高德在曼哈顿的拉塞尔学院高中打球，当时叫做山姆高德·维尔斯 (Shammgod Wells)。他的同校队友包括有罗恩·阿泰斯特和前普罗维敦斯学院中锋Karim Shabazz 。他在1995年入选了麦当劳全明星阵容，和斯蒂芬·马布里一同代表东部队出赛，比赛中他拿到了9分。

## 大学生涯
山姆高德在普罗维敦斯学院 (Providence College)打了两个赛季，得到了场均10.3分。1996年，他入选了大东联盟 (Big East)的新秀阵容，打破了联盟新秀的助攻纪录。大学二年级，山姆高德和后进入NBA的队友奥斯汀·克罗希尔，带领球队打入了1997年NCAA的八强。最终在比赛中加时败给了后来的冠军亚利桑那大学，比赛中他得到了23分和5次助攻，当时亚利桑那大学队中有后成为NBA球星的迈克·毕比。

## 职业篮球时期
山姆高德在1997年NBA选秀中第二轮的第17顺位被华盛顿奇才选中，于1997-98赛季在球队中效力过一个赛季，出场20次，得到了场均3.1分、0.4个篮板和1.8次助攻。
此后山姆高德在在波兰和沙特阿拉伯等多个国家打过职业联赛。还效力过中国男子篮球职业联赛的多支球队，包括浙江万马、山西猛龙，是2003-04赛季的中国男子篮球职业联赛得分王。

## 执教生涯
山姆高德于2012年重返普罗维敦斯学院，并在2015年5月份修完了自己大学的学分并拿到了领导能力发展学的本科文凭。在修学分的同时，他以本科生的角色担任Ed Cooley的工作团队的助理，并且因为在球队控卫布赖斯·柯顿 (Bryce Cotton)和克里斯·邓恩 (Kris Dunn)的发展中发挥着重要的作用广受业界好评。山姆高德目前就职于达拉斯小牛队球员发展教练。